# Charles-Emmanuel Ier
 (mars 2016).
Si vous disposez d'ouvrages ou d'articles de référence ou si vous connaissez des sites web de qualité traitant du thème abordé ici, merci de compléter l'article en donnant les références utiles à sa vérifiabilité et en les liant à la section « Notes et références ».
Pour les articles homonymes, voir Charles-Emmanuel.
Charles-Emmanuel Ier, dit le Grand, né au château de Rivoli le 12 janvier 1562, mort à Savillan le 26 juillet 1630, fut duc de Savoie et prince de Piémont de 1580 à 1630. Il était fils d'Emmanuel-Philibert, duc de Savoie et prince de Piémont, et de Marguerite de France (le dernier enfant de François Ier).

## Biographie
Charles-Emmanuel succède à son père à l'âge de 18 ans en 1580. L'un de ses premiers actes est de rompre avec Genève en ayant comme but la reconquête du Chablais. Les coups de main effectués depuis Thonon en 1581-1582 sont un échec. Le jeune prince épouse alors Catherine d'Espagne, fille cadette du roi Philippe II. Désormais allié à la puissante Espagne par son mariage, il profite des guerres de Religion qui dévastent la France voisine, prépare sa candidature au trône de France en tant que petit-fils du roi François Ier, s'empare du marquisat de Saluces (1588) et reçoit des Ligueurs Français le titre de comte de Provence (1590). Il envahit de nombreuses fois le Dauphiné et pousse même jusqu’à Fréjus en 1590, s’emparant de Draguignan et d’Aix, mais il est battu le 17 septembre 1591 à Pontcharra par Lesdiguières. Il attaque à nouveau les possessions françaises et prend le fort d'Exilles en 1593. En 1597, pour renforcer ses positions sur la frontière du Dauphiné, il fait construire Fort Barraux, qui est pris par Lesdiguières quelques mois plus tard.
Henri IV, après avoir envahi la Savoie et le Piémont, se fait céder le Bugey, le Valromey et le pays de Gex par le traité de Lyon en 1601. Toutefois, le marquisat de Saluces devient définitivement une possession de la maison de Savoie.

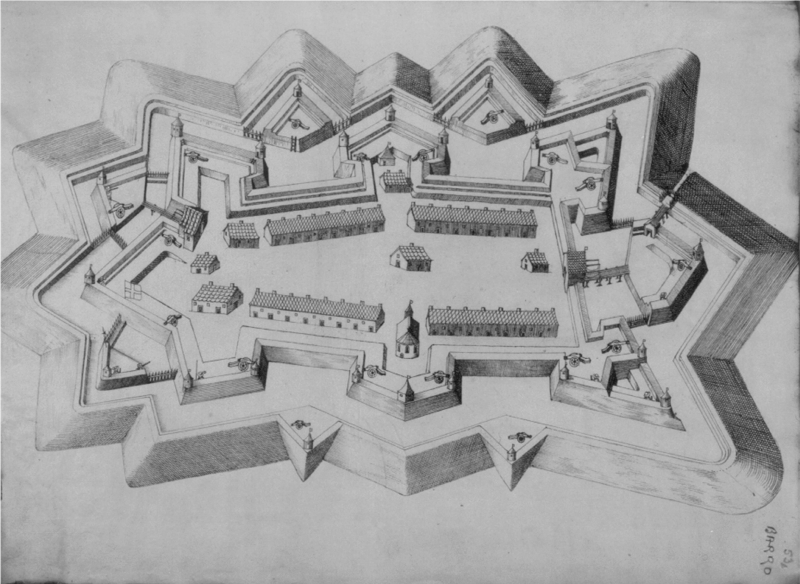
Plan du fort Barraux dressé par Ercole Negro en 1597.

Charles-Emmanuel projette alors d'investir la ville de Genève, capitale spirituelle du calvinisme. Mais son expédition hasardeuse du 11 décembre 1602 : « L'Escalade », entreprise avec des mercenaires menés par d'Albigny, est un échec encore commémoré de nos jours par la cité devenue suisse. En 1603, il est contraint de signer avec Genève le traité de Saint-Julien garantissant à la cité la paix et nombre de droits. Le 25 avril 1610, il signe le traité de Bruzolo avec François de Bonne de Lesdiguières représentant du roi de France Henri IV. Cette équipée hasardeuse nuit aux tentatives pacifiques de re-catholicisation du Chablais par l'évêque titulaire de la ville, François de Sales.
En 1612, après la mort de François IV duc de Mantoue, Ferdinand, son frère et Charles-Emmanuel de Savoie se disputent la possession du pays et de celui de Montferrat. En 1615, le roi d'Espagne tranche par la paix d'Asti, qui suscite un vif mécontentement en Espagne. Juan de Mendoza, marquis de la Hinojosa (es) est rappelé en Espagne, mis en jugement et remplacé à Milan par Pedro de Tolède, marquis de Villafranca, qui eut pour instruction de recommencer la guerre.
On admirait son courage, ses talents militaires et sa finesse dans la négociation. Il est vrai qu’en abusant de ce dernier avantage, Charles-Emmanuel se rendit suspect aux cours étrangères et s’embarrassa dans des guerres ruineuses, qui durant son long règne ne laissèrent pas au peuple assez de repos pour jouir de sa gloire. Mais ces reproches trouvent une explication dans les circonstances des temps et des lieux. Les ducs de Savoie placés entre deux grandes puissances rivales, également empressés de dominer l’Italie, auraient infailliblement succombé sous leurs efforts, s’ils n’eussent suppléé la force par l’adresse. Ainsi, ayant lui-même épousé une infante d'Espagne, il marie son héritier à Christine de France, sœur du roi Louis XIII.
Charles-Emmanuel étendit ses frontières, arrondit ses provinces, acheva de détruire la féodalité dans ses États, développa le système qu’Emmanuel-Philibert avait préparé. Il recentra la production monétaire en Piémont, à Turin notamment, fermant certaines officines au-delà des monts comme l'hôtel de la Monnaie de Nice en 1587-1590, ou celui de Bourg-en-Bresse, ainsi que celui d'Aoste.
Ennemi de la France, lors de la guerre de succession de Mantoue, en 1628, Charles s'était emparé du duché de Montferrat réclamé par Charles de Gonzague, duc de Nevers, après la mort de son cousin Vincent II, duc de Mantoue et de Montferrat. Simultanément au printemps de 1628, il emploie à Turin le peintre français  Jacques Blanchard à qui il commande sept ou huit tableaux dont Les Amours de Vénus et Adonis, œuvres transférées à Paris après avoir été enlevées du palais des Favorites.
En février 1629, lorsque Louis XIII se décide à intervenir en Italie, 10 000 Espagnols ou Italiens assiègent Casal, la place forte que le duc de Mantoue possédait sur le Pô, entre le Piémont et le Milanais, défendue par quelques compagnies françaises commandées par Jean de Guron. Louis XIII décide de se porter au secours de Casal. Charles-Emmanuel s'y oppose au Pas de Suse. Battu, Charles demande à négocier et consent à livrer Suse et ses forts, et à renoncer à ses prétentions sur le duché de Montferrat en échange de 15 000 écus d'or et de la ville de Drino. Il propose également de former avec ses troupes l'avant-garde de l'armée française si le roi voulait conquérir le Milanais. En avril 1629, Richelieu signe alors avec Charles un traité d'alliance à Suse pour assurer le ravitaillement de Casal et occuper les places du Montferrat en vue d'attaquer le Milanais. Profitant de la rébellion du Languedoc et du départ des troupes françaises, Charles élude le traité de Suse et, au lieu de ravitailler et de secourir Casal, il fait construire un camp retranché à Veillane, en avant de Turin.
Dans le cadre de l'invasion du Milanais, Charles-Emmanuel offrait au cardinal de Richelieu de le laisser entrer librement dans le Montferrat, mais sans lui assurer de vivres, se réservant de lui couper la retraite, si un insuccès ou la disette l'obligeait à s'en aller. Richelieu rompit brusquement la conférence. Il somma le duc de Savoie de démolir les retranchements de Veillane et de marcher avec lui à la conquête du Milanais. Charles-Emmanuel répondit « qu'il n'était pas un huguenot pour raser ses fortifications, et que, relevant de l'Empire, il ne pouvait se déclarer contre l'empereur. » C'était la guerre ; Richelieu l'avait prévue et s'y était préparé. Le premier acte d'hostilité vint de Charles-Emmanuel, qui fit occuper les ponts et les gués de la Doire Ripaire. Les troupes françaises forcèrent le passage à Caselet et tournèrent le camp retranché de Veillane, puis l'armée marcha jusqu'à Rivoli, où elle espérait surprendre le duc de Savoie et Victor-Amédée.
En 1630, alors que l'Autriche attaque de nouveau le royaume de France, Charles-Emmanuel Ier s'allie, comme son grand-père, avec l'Empire. Louis XIII en personne s'empare de la Savoie qui est occupée sauf Montmélian, mais le roi doit se retirer à Lyon à cause de la peste. En Piémont, Pignerol est prise et le duc meurt d'apoplexie le 26 juillet 1630 en défendant le passage du Val Maira.
Son corps est inhumé dans l'église du monastère Saint-Dominique de Savigliano (Piémont), avant d'être transféré dans l'église du sanctuaire de Vicoforte en 1677.

## Mariage et descendance

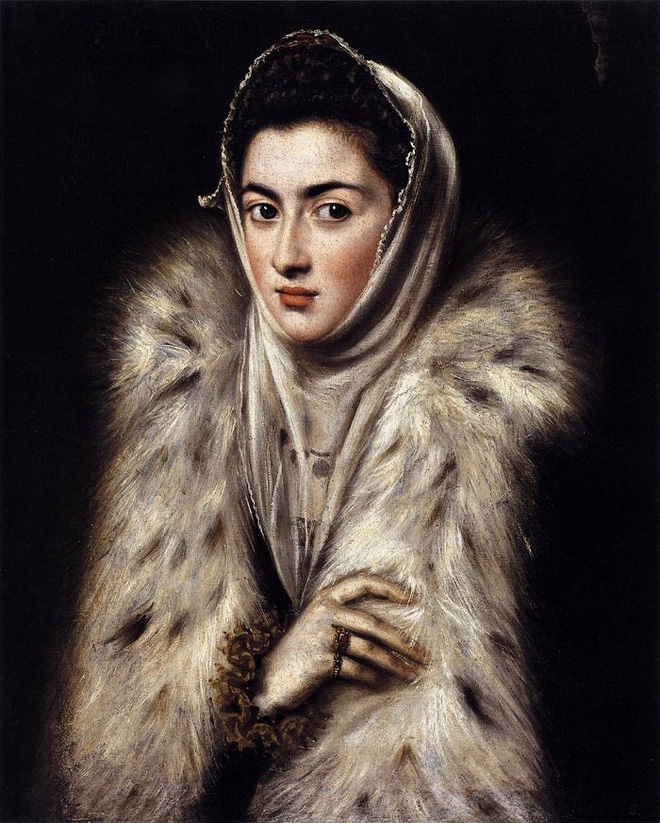
La Dame à l'hermine par Alonso Sánchez Coello, qui représente peut-être Catherine-Michelle d'Autriche.

Il épouse à Saragosse le 11 mars 1585, Catherine-Michelle d'Autriche (1567 † 1597), fille de Philippe II, roi d'Espagne, et d'Élisabeth de France. Ils ont :
1. Philippe-Emmanuel (1586 † 1605)
2. Victor-Amédée Ier (1587 † 1637), duc de Savoie, épouse en 1619 Christine de France (1606-1663)
3. Emmanuel-Philibert (1588 † 1624), vice-roi de Sicile
4. Marguerite (1589 † 1655), mariée en 1608 à François IV de Gonzague (1586 † 1612), duc de Mantoue
5. Isabelle (1591 † 1626), mariée en 1608 à Alphonse III d'Este (1591 † 1644), duc de Modène
6. Maurice (1593 † 1657), évêque de Verceil (1609-1642) épouse en 1642 sa nièce Louise-Christine de Savoie
7. Marie Appoline (1594 † 1656), religieuse à Rome
8. Françoise Catherine (1595 † 1640), religieuse à Biella
9. Thomas (1596 † 1656), prince de Carignan, épouse en 1625 Marie de Bourbon (1606-1692) d'où maison de Savoie-Carignan;
10. Jeanne (1597 † 1597)

Il laisse également dix enfants illégitimes.